# Rilhac-Rancon
Rilhac-Rancon ist eine französische Gemeinde mit 4733 Einwohnern (Stand: 1. Januar 2022) im Département Haute-Vienne in der Region Nouvelle-Aquitaine; sie gehört zum Arrondissement Limoges und zum Kanton Limoges-5. Die Einwohner werden Rilhacois(es) genannt.

## Geographie
Rilhac-Rancon liegt im Limousin am Rande des Bergmassivs Monts d’Ambazac etwa neun Kilometer im Nordosten von Limoges. Die Gemeinde wird vom Cane, einem Nebenfluss der Vienne, bewässert.
Umgeben wird Rilhac-Rancon von den Nachbargemeinden Bonnac-la-Côte im Norden und Nordwesten, Ambazac im Nordosten, Saint-Priest-Taurion im Osten, Le Palais-sur-Vienne im Süden sowie Limoges im Westen und Südwesten.

## Bevölkerungsentwicklung

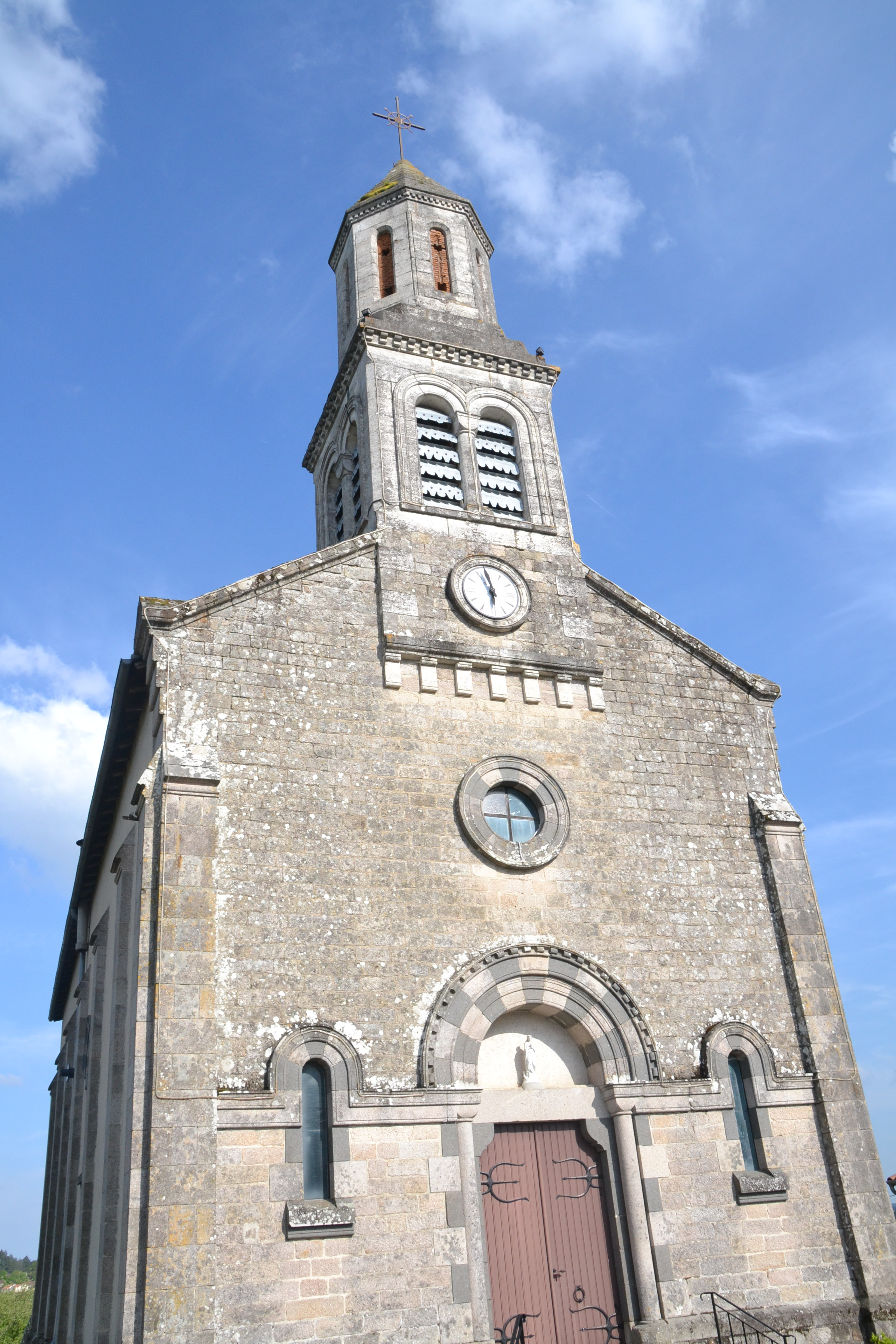
Kirche Saint-Jean-Baptiste

| Jahr      | 1962 | 1968 | 1975 | 1982 | 1990 | 1999 | 2006 | 2013 | 2020 |
| Einwohner | 1029 | 1061 | 2188 | 3006 | 3423 | 3652 | 4029 | 4494 | 4655 |

## Sehenswürdigkeiten
- Kirche Saint-Jean-Baptiste aus dem 19. Jahrhundert
- Historische Mühlen
- Waschhaus von Janaillac
- Brunnen Saint-Jean